# Cigliano
Cigliano är en ort och kommun i provinsen Vercelli i regionen Piemonte, Italien. Kommunen hade 4 426 invånare (2018).